# Francisco Adolfo Celestino Soares
Francisco Adolfo Celestino Soares (Lisboa, 14 de agosto de 1842 — Lisboa, 27 de fevereiro de 1891) foi um oficial do Exército Português que se notabilizou com a publicação de obras de divulgação no campo da arquitetura e de manuais militares.

## Biografia
Fez o curso da Escola do Exército e seguiu a carreira militar falecendo no posto de major. Foi comandante do Forte de Santo António do Estoril, mas durante a maior parte da sua carreira desempenhou funções na Repartição do Gabinete do Ministério da Guerra e foi director e conservador da Biblioteca do Ministério da Guerra. Foi membro da comissão encarregada de elaborar os compêndios para as Escolas Regimentais, sendo um estudioso de tácticas militares, de tiro e de ginástica, matérias sobre as quais publicou várias obras.
Foi colaborador dos periódicos Exercito Portuguez e Revista Militar.
Foi agraciado com o grau de cavaleiro da Ordem de São Bento de Avis e com a cruz de 2.ª classe da Ordem do Mérito Militar de Espanha. 

## Obras
Deixou obras dispersa por vários periódicos e publicou, entre outras, monografias com os seguintes títulos: 
- Táctica e armas de guerra. Lisboa : David Corazzi Editor, 1882.
- Esgrima;
- Fortificação;
- Natação. 	Lisboa : David Corazzi, 1886;
- Architectura sacra. Lisboa : David Corazzi, 1886;
- Architectura illustrado com 65 gravuras, por ..., Major reformado, Biblioteca do Povo e das Escolas. Lisboa : Impresa Horas Românticas, n.º 132, 17.ª Serie, 5.º Anno, 1885.
- Manual do sapador de infanteria e cavallaria.  Lisboa : 1884.